# Marktkapelle Emmersdorf

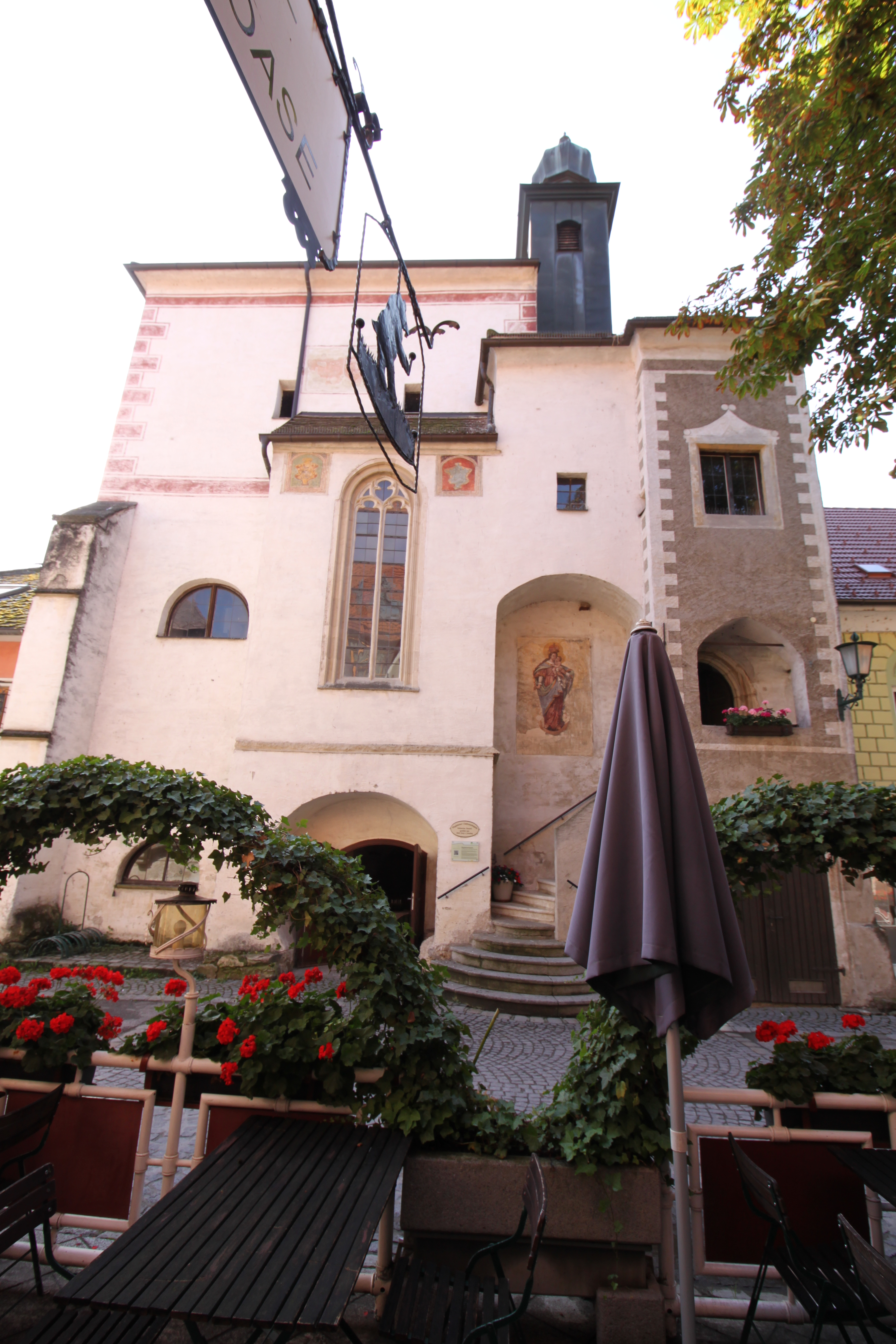
Nördliche Straßenfront der Marktkapelle mit Stiegenaufgang

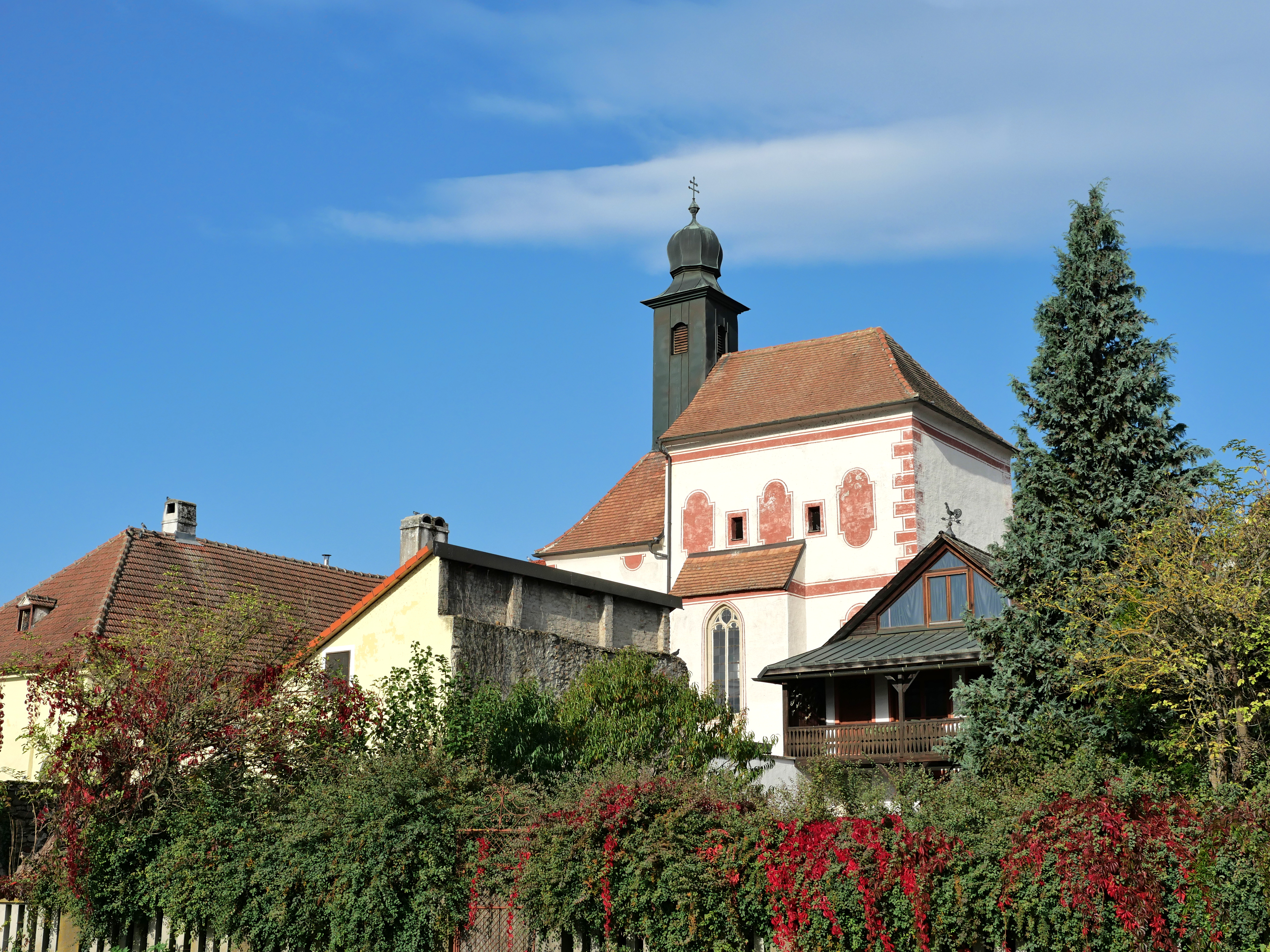
Ansicht von Süden

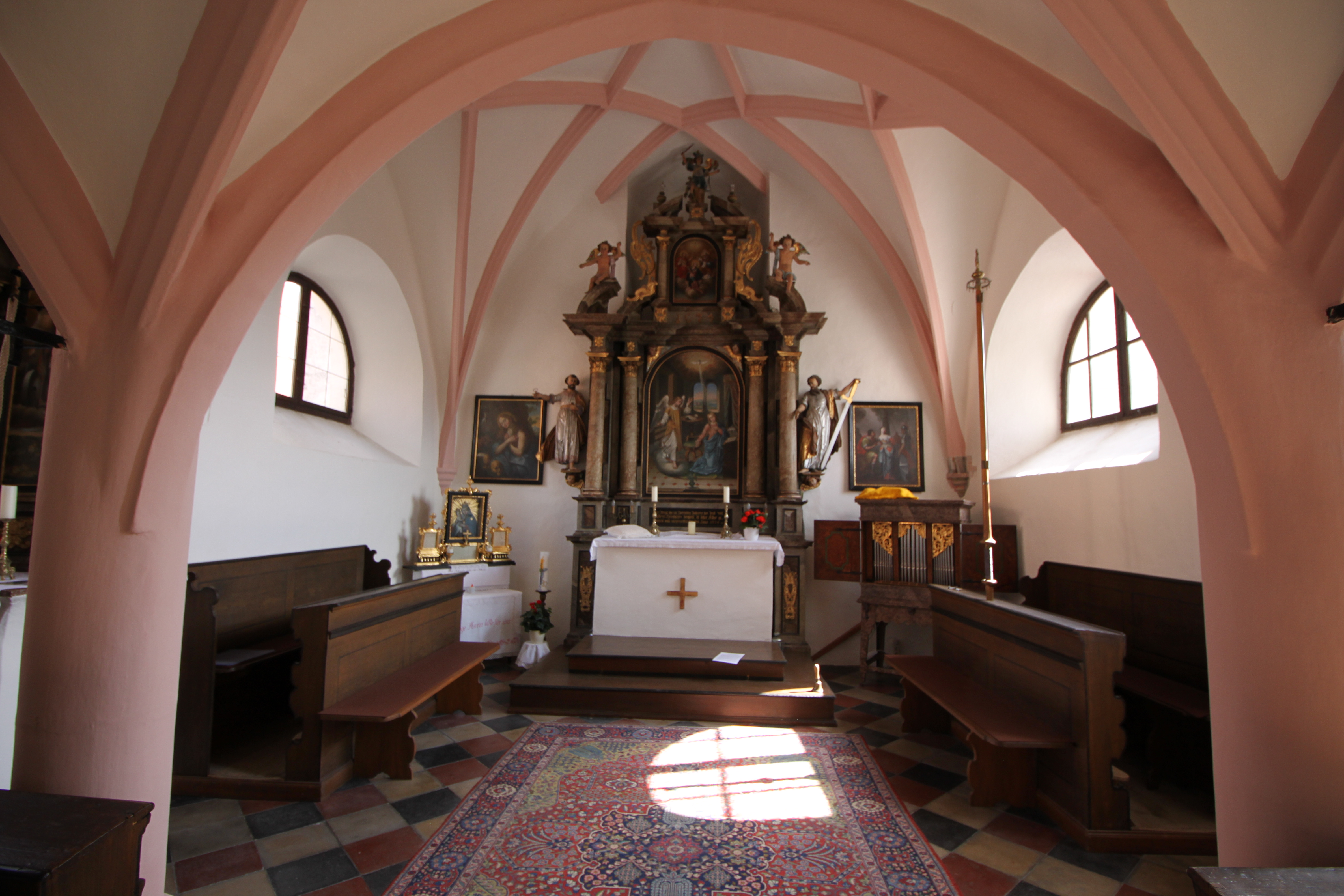
Unter der Empore in den Kapellenraum zum Hochaltar

Die Marktkapelle Emmersdorf steht die Häuser überragend im Talgrund an der Donau in der Marktgemeinde Emmersdorf an der Donau im Bezirk Melk in Niederösterreich. Die auf die heilige Maria Magdalena geweihte Kapelle gehört der Marktgemeinde. Die Kapelle steht unter Denkmalschutz.

## Geschichte
Die Kapelle wurde 1516 von Paul Frey von Friesing, wohnhaft in Gerersdorf bei St. Pölten, gestiftet, welcher in Emmersdorf öfters auf Sommerfrische im in ähnlichem Baustil wie die Kapelle errichteten Haus auf Nr. 6 wohnte.

## Architektur
Die Kapelle hat ein Souterrain als Einstützenraum, welcher bei Hochwasser der Donau geflutet ist, aber damit die eigentliche erhöhte Kapelle vor den Auswirkungen bei Hochwasser etwas schützt. Der Einstützenraum mit einem Rundgewölbe auf einer Mittelsäule wurde bei der Außenrestaurierung im Jahre 1997 wiederentdeckt. Die nördliche Straßenfront ist mehrfach gestaffelt und hat einen Stiegenaufgang und eine loggienartige Vorhalle mit einem reich verstäbten spätgotischen Spitzbogenportal. Über dem Stiegenaufgang zeigt die Fassade ein Fresko Maria mit Kind aus der ersten Hälfte des 17. Jahrhunderts.
Der annähernd quadratische Kapellenraum hat ein spätgotisches Netzrippengewölbe auf Konsolen und eine vorspringende Orgelempore auf einem wuchtigen Kreuzrippengewölbe. Der Kapellenraum ist mit übertünchten Fresken ausgestattet, neben dem linken Seitenaltar wurde die Darstellung eines Ritters von einer Restauratorin aufgedeckt und zeigt die Jahresangabe 1537.

## Ausstattung
Der Hochaltar zeigt das Altarbild Maria Verkündigung von Franz Hölzl (1896) und im Oberbild Mariä Krönung und darüber die Figur hl. Michael mit der Seelenwaage und trägt die seitlichen Statuen Peter und Paul aus 1674 aus der Werkstatt Matthias Schwanthaler. Links vom Hochaltar ist ein Bild der hl. Maria Magdalena und rechts ein Bild der hl. Apollonia, welcher gerade ein Zahn gezogen wurde. Der rechte Seitenaltar zeigt das Bild hl. Leopold mit einer Ansicht vom Stift Melk, der linke Seitenaltar zeigt das Bild hl. Florian mit einer Ansicht von Emmersdorf um 1670.
Bemerkenswert ist die Tragorgel aus dem 17. Jahrhundert, vor der Restaurierung vermauert auf der Empore, nun restauriert wieder mit Tragtisch, neben dem Hochaltar stehend.